# Concours Eurovision de la chanson 1995
- Pays participants
- Pays relégués ne pouvant pas participer
- Autres pays ayant participé dans le passé

Dublin 1994 Oslo 1996
Le Concours Eurovision de la chanson 1995 fut la quarantième édition du concours. Il se déroula le samedi 13 mai 1995, à Dublin, en Irlande. Il fut remporté par la Norvège, avec la chanson Nocturne, interprétée par Secret Garden. L’Espagne termina deuxième et la Suède, troisième.

## Organisation
L’Irlande, qui avait remporté l'édition 1994, se chargea de l’organisation de l’édition 1995.
Après avoir été le premier pays à remporter le concours trois années consécutives, l’Irlande devint le premier pays à l'organiser trois années consécutives. Et pour la première fois, le concours se tint pour la deuxième année d'affilée dans la même ville : Dublin.
Initialement, pourtant, la télévision publique irlandaise avait douté de sa capacité financière à organiser le concours une troisième fois de suite. La BBC s'était alors proposé, avançant l'idée d'une production commune avec la RTÉ, à Belfast. Les dirigeants de la télévision irlandaise repoussèrent l'idée et reçurent des crédits supplémentaires du gouvernement. Ils obtinrent parallèlement l'assurance de l'UER de ne pas avoir l'obligation d'organiser une quatrième fois le concours, en cas de nouvelle victoire.

## Pays participants
Vingt-trois pays participèrent au quarantième concours.
L'UER réduisit à vingt-trois, le nombre de pays autorisés à participer, afin que la durée de retransmission ne dépasse pas les trois heures. Cela eut pour conséquence la relégation des pays ayant terminé aux sept dernières places de l'édition 1994 : l’Estonie, la Finlande, la Lituanie, les Pays-Bas, la Roumanie, la Slovaquie et la Suisse. Les cinq places ainsi libérées permirent aux pays relégués l'année précédente de faire leur retour, à savoir la Belgique, le Danemark, Israël, la Slovénie et la Turquie.

## Format

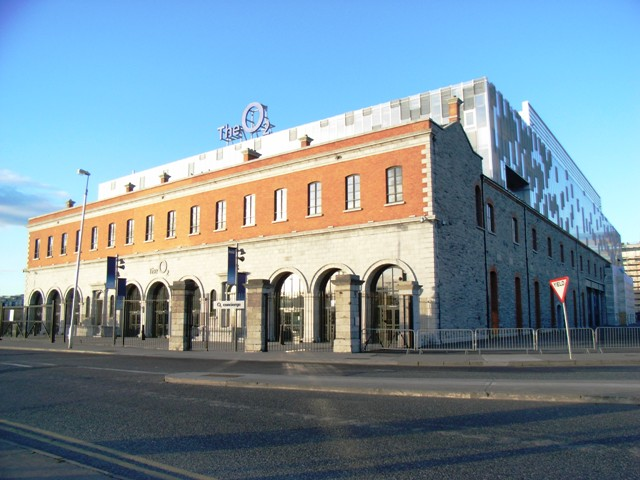
Le Point Theatre, à Dublin.

Le concours eut à nouveau lieu au Point Theatre, à Dublin, première salle à l'accueillir deux années consécutives.
La scène avait la forme d'une flèche gigantesque, qui descendant du plafond, allait jusqu'au public. Cette flèche était flanquée de deux podiums secondaires, de forme rectangulaire et destinés aux musiciens et aux choristes. L'ensemble était de couleur sombre et bordé de bandeaux lumineux. Des variations étaient apportées par des jeux de lumière, des projections d'image, des lasers verts, des contrastes clair-obscur, ainsi que par la présence de divers mobiles métalliques, descendus des cintres.
Le programme dura près de deux heures et cinquante-et-une minutes.
L'orchestre fut dirigé par Noel Kelehan. Il prit place à droite de la scène.
La plupart des spectateurs avaient gagné leur entrée, grâce à un tirage au sort spécial, organisé par la loterie nationale irlandaise<. Étaient également présents dans la salle, Dana et Johnny Logan. La première avait remporté le concours en 1970 ; le second, en 1980, 1987 et 1992. Johnny Logan fêtait ce jour-là son anniversaire. Par conséquent, l'orchestre et le public lui jouèrent et chantèrent Happy Birthday to You.

## Présentatrice
La présentatrice de la soirée fut Mary Kennedy. Elle s’exprima en gaélique, en anglais et en français. Ce fut la dernière fois avant 2013 que le concours fut présenté par une seule et unique personne.

## Ouverture
L’ouverture du concours débuta par une vidéo touristique sur l'Irlande. Elle mêlait des images du passé et du présent, des traditions et de la modernité du pays. La caméra montra ensuite la salle, plongée dans la pénombre et un vaste écran, sur lequel étaient projetées des images des précédents vainqueurs du concours. S'ensuivit une seconde vidéo, en l'honneur des quarante ans de l'Eurovision. Il s'agissait d'un montage chronologique des différentes éditions, qui mit en avant les six victoires de l'Irlande.
La caméra revint sur l'écran géant qui se releva. Mary Kennedy fit alors son entrée. Elle descendit un escalier illuminé, alors que les voiles qui dissimulaient la scène étaient tirés en coulisse. Une fois Mary Kennedy arrivée en bas, l'escalier se souleva et disparut dans les cintres, révélant le podium dans une gerbe d'étincelles.
Mary Kennedy fit ensuite les présentations d'usage, disant en anglais : « Radio Telefís Éireann is pleased to welcome you, once again, to the Point Theatre in Dublin, for what's almost become the annual Eurovision Song Contest from Ireland! » Elle salua ensuite l'orchestre et Noel Kelehan et souhaita bonne chance à tous les participants.

## Cartes postales
Les cartes postales étaient de courtes vidéos. Sur un fond surexposé et par écran éclaté, furent montrées des vues touristiques de l'Irlande et des participants, à la découverte de ses richesses culturelles.

## Chansons
Vingt-trois  chansons concoururent pour la victoire.
La chanson norvégienne, Nocturne, était pour le moins atypique : elle ne comportait qu'un refrain de vingt-quatre mots, chanté une fois au début et une fois à la fin, par Gunnhild Tvinnereim. L'essentiel du morceau consistait en un solo de la violoniste irlandaise Fionnuala Sherry. Cette dernière était la moitié féminine du duo Secret Garden. Son autre membre était l'auteur et compositeur norvégien Rolf Løvland, qui avait déjà remporté le concours en 1985, avec La det swinge.
La chanson anglaise, Love City Groove, fut la première chanson rap présentée au concours. Elle termina à la dixième place mais rencontra un réel succès commercial.
Avant le concours, la chanson suédoise, Se på mej, était donnée favorite par les parieurs. Le soir venu, elle termina à la troisième place.

## Chefs d'orchestre
| Noel Kelehan        | Hermann Weindorf | Sinan Alimanović     | Geir Langslet      | Michael Finberg | Frank McNamara |
| ------------------- | ---------------- | -------------------- | ------------------ | --------------- | -------------- |
| - Irlande - Pologne | - Allemagne      | - Bosnie-Herzégovine | - Norvège          | - Russie        | - Islande      |
| Michael F. Kienzl   | Eduardo Leiva    | Melih Kibar          | Stipica Kalogjera  | Michel Bernholc | Miklós Malek   |
| - Autriche          | - Espagne        | - Turquie            | - Croatie          | - France        | - Hongrie      |
| Alec Mansion        | Mike Dixon       | Thilo Krassman       | George Theophanous | Anders Berglund | Frede Ewert    |
| - Belgique          | - Royaume-Uni    | - Portugal           | - Chypre           | - Suède         | - Danemark     |
| Jože Privšek        | Gadi Goldman     | Ray Agius            | Charis Andreadis   |                 |                |
| - Slovénie          | - Israël         | - Malte              | - Grèce            |                 |                |

## Entracte
Le spectacle d'entracte fut une performance vocale, intitulée Lumen. La RTÉ avait commissionné le compositeur Michael O’Suilleabhan pour l'écrire. Celui-ci avait mêlé les traditions irlandaises aux traditions grégoriennes pour ce morceau, qui fut interprété par les moines de l'abbaye de Glenstal et d'autres artistes renommés tels que Brian Kennedy (qui représentera par la suite l'Irlande au concours, en 2006) et Moya Brennan.

## Green room
Durant le vote, la caméra fit de nombreux plans sur les artistes à l’écoute des résultats, dans la green room. Apparurent notamment à l'écran Secret Garden, Jan Johansen, Liora, Mike Spiteri, Aud Wilken, Philipp Kirkorov et les groupes Magazin et Love City Groove.

## Vote
Le vote fut décidé entièrement par un panel de jurys nationaux. Chaque jury devait attribuer 1, 2, 3, 4, 5, 6, 7, 8, 10 et 12 points à ses dix chansons préférées. Les jurys furent contactés par satellite, selon l'ordre de passage des pays participants. Les points furent énoncés dans l’ordre ascendant, de un à douze.
Le superviseur délégué sur place par l'UER fut Christian Clausen.
Dans la première partie du vote, la Suède mena en tête. Après le vote du jury turc, la Norvège la dépassa et garda la première place jusqu'à la fin.

## Résultats
Ce fut la deuxième victoire de la Norvège au concours.
Secret Garden reçut le trophée de la victoire des mains de Paul Harrington et Charlie McGettigan, gagnants de l’année précédente. Par la suite, le groupe connut plusieurs succès dans les classements de musique new-age.
Trois pays scandinaves terminèrent dans les cinq premiers : la Norvège, à la première place ; la Suède, à la troisième et le Danemark, à la cinquième.
| Ordre | Pays               | Artiste(s)            | Chanson                                            | Langue    | Place | Points |
| ----- | ------------------ | --------------------- | -------------------------------------------------- | --------- | ----- | ------ |
| 01    | Pologne            | Justyna Steczkowska   | Sama                                               | Polonais  | 18    | 15     |
| 02    | Irlande H T        | Eddie Friel           | Dreamin'                                           | Anglais   | 14    | 44     |
| 03    | Allemagne          | Stone & Stone         | Verliebt in Dich                                   | Allemand  | 23    | 1      |
| 04    | Bosnie-Herzégovine | Davorin Popović       | Dvadeset i prvi vijek                              | Bosnien   | 19    | 14     |
| 05    | Norvège            | Secret Garden         | Nocturne                                           | Norvégien | 1     | 148    |
| 06    | Russie             | Philipp Kirkorov      | Kolybelnaja dlja vulkana (Колыбельная для вулкана) | Russe     | 17    | 17     |
| 07    | Islande            | Björgvin Halldórsson  | Núna                                               | Islandais | 15    | 31     |
| 08    | Autriche           | Stella Jones          | Die Welt dreht sich verkehrt                       | Allemand  | 13    | 67     |
| 09    | Espagne            | Anabel Conde          | Vuelve conmigo                                     | Espagnol  | 2     | 119    |
| 10    | Turquie            | Arzu Ece              | Sev                                                | Turc      | 16    | 21     |
| 11    | Croatie            | Magazin & Lidija      | Nostalgija                                         | Croate    | 6     | 91     |
| 12    | France             | Nathalie Santamaria   | Il me donne rendez-vous                            | Français  | 4     | 94     |
| 13    | Hongrie            | Csaba Szigeti         | Új név a régi ház falán                            | Hongrois  | 22    | 3      |
| 14    | Belgique           | Frédéric Etherlinck   | La voix est libre                                  | Français  | 20    | 8      |
| 15    | Royaume-Uni        | Love City Groove      | Love City Groove                                   | Anglais   | 10    | 76     |
| 16    | Portugal           | Tó Cruz               | Baunilha e chocolate                               | Portugais | 21    | 5      |
| 17    | Chypre             | Alexandros Panayi     | Sti fotiá (Στη φωτιά)                              | Grec      | 9     | 79     |
| 18    | Suède              | Jan Johansen          | Se på mej                                          | Suédois   | 3     | 100    |
| 19    | Danemark           | Aud Wilken            | Fra Mols til Skagen                                | Danois    | 5     | 92     |
| 20    | Slovénie           | Darja Švajger         | Prisluhni mi                                       | Slovène   | 7     | 84     |
| 21    | Israël             | Liora                 | Amen (אמן)                                         | Hébreu    | 8     | 81     |
| 22    | Malte              | Mike Spiteri          | Keep Me in Mind                                    | Anglais   | 10    | 76     |
| 23    | Grèce              | Elina Konstantopoulou | Pia prosefhí (Ποια προσευχή)                       | Grec      | 12    | 68     |

## Controverse
Une légère controverse fut soulevée après le concours. Certains critiques soulignèrent que l'Eurovision était avant tout un concours de chanson. Or Nocturne tenait plus du morceau instrumental que de la composition chantée. Ils demandèrent à l'UER d'adapter son règlement, afin de clarifier la situation pour l'avenir.

## Anciens participants
| Artiste  | Pays    | Année(s) précédente(s)     |
| -------- | ------- | -------------------------- |
| Arzu Ece | Turquie | 1989 (comme membre de Pan) |

## Tableau des votes
| Drapeau de la Pologne | Drapeau de l'Irlande                              | Drapeau de l'Allemagne | Drapeau de la Bosnie-Herzégovine | Drapeau de la Norvège | Drapeau de la Russie | Drapeau de l'Islande | Drapeau de l'Autriche | Drapeau de l'Espagne | Drapeau de la Turquie | Drapeau de la Croatie | Drapeau de la France | Drapeau de la Hongrie | Drapeau de la Belgique | Drapeau du Royaume-Uni | Drapeau du Portugal | Drapeau de Chypre | Drapeau de la Suède | Drapeau du Danemark | Drapeau de la Slovénie | Drapeau d’Israël | Drapeau de Malte | Drapeau de la Grèce | Total |    |     |
| Pays                  | Pologne                                           |                        | –                                | –                     | –                    | 4                    | –                     | 6                    | –                     | –                     | –                    | –                     | –                      | 1                      | –                   | –                 | 1                   | –                   | –                      | –                | –                | –                   | –     | 3  | 15  |
| Pays                  | Irlande                                           | –                      |                                  | 1                     | 5                    | 1                    | 5                     | 3                    | –                     | 3                     | 5                    | –                     | 1                      | –                      | –                   | –                 | –                   | –                   | 10                     | 1                | 5                | –                   | –     | 4  | 44  |
| Pays                  | Allemagne                                         | –                      | –                                |                       | –                    | –                    | –                     | –                    | –                     | –                     | –                    | –                     | –                      | –                      | –                   | –                 | –                   | –                   | –                      | –                | –                | –                   | 1     | –  | 1   |
| Pays                  | Bosnie-Herz.                                      | –                      | –                                | –                     |                      | –                    | –                     | –                    | –                     | –                     | 3                    | 8                     | –                      | –                      | –                   | –                 | –                   | –                   | –                      | 3                | –                | –                   | –     | –  | 14  |
| Pays                  | Norvège                                           | 12                     | 10                               | 4                     | 1                    |                      | 12                    | 12                   | –                     | 4                     | 12                   | –                     | 10                     | 6                      | 5                   | 4                 | 12                  | 7                   | –                      | 2                | 7                | 10                  | 6     | 12 | 148 |
| Pays                  | Russie                                            | –                      | –                                | –                     | –                    | 10                   |                       | –                    | –                     | –                     | –                    | 6                     | –                      | –                      | –                   | –                 | –                   | 1                   | –                      | –                | –                | –                   | –     | –  | 17  |
| Pays                  | Islande                                           | –                      | 6                                | –                     | –                    | 2                    | 3                     |                      | 4                     | –                     | –                    | –                     | 2                      | –                      | –                   | –                 | –                   | –                   | 6                      | 8                | –                | –                   | –     | –  | 31  |
| Pays                  | Autriche                                          | 2                      | –                                | –                     | –                    | 3                    | –                     | –                    |                       | 6                     | 4                    | –                     | 8                      | 4                      | 10                  | 5                 | 2                   | –                   | 4                      | 10               | –                | 2                   | –     | 7  | 67  |
| Pays                  | Espagne                                           | 8                      | 2                                | 6                     | 8                    | –                    | –                     | 5                    | –                     |                       | 8                    | 10                    | 7                      | 2                      | 12                  | 8                 | 7                   | 10                  | –                      | –                | –                | 12                  | 8     | 6  | 119 |
| Pays                  | Turquie                                           | –                      | –                                | –                     | –                    | –                    | –                     | –                    | –                     | 2                     |                      | 5                     | –                      | –                      | 1                   | 2                 | –                   | –                   | –                      | –                | 3                | 1                   | 7     | –  | 21  |
| Pays                  | Croatie                                           | –                      | 3                                | –                     | 10                   | 7                    | –                     | 10                   | –                     | 12                    | 7                    |                       | –                      | –                      | –                   | –                 | 4                   | 5                   | –                      | –                | 12               | 4                   | 12    | 5  | 91  |
| Pays                  | France                                            | 7                      | 5                                | 8                     | –                    | 6                    | –                     | 8                    | 10                    | –                     | 2                    | 3                     |                        | 10                     | 6                   | 1                 | –                   | 2                   | 3                      | 6                | 8                | 7                   | –     | 2  | 94  |
| Pays                  | Hongrie                                           | –                      | –                                | –                     | –                    | –                    | 2                     | –                    | –                     | 1                     | –                    | –                     | –                      |                        | –                   | –                 | –                   | –                   | –                      | –                | –                | –                   | –     | –  | 3   |
| Pays                  | Belgique                                          | –                      | –                                | –                     | –                    | –                    | –                     | –                    | 1                     | 7                     | –                    | –                     | –                      | –                      |                     | –                 | –                   | –                   | –                      | –                | –                | –                   | –     | –  | 8   |
| Pays                  | Royaume-Uni                                       | 5                      | 1                                | –                     | 4                    | –                    | 1                     | –                    | 12                    | –                     | –                    | –                     | 12                     | 7                      | 7                   |                   | 10                  | –                   | 5                      | 7                | –                | 5                   | –     | –  | 76  |
| Pays                  | Portugal                                          | –                      | –                                | –                     | –                    | –                    | –                     | –                    | –                     | –                     | –                    | –                     | 4                      | –                      | –                   | –                 |                     | –                   | –                      | –                | –                | –                   | –     | 1  | 5   |
| Pays                  | Chypre                                            | 1                      | –                                | 3                     | –                    | 5                    | 4                     | 2                    | –                     | 5                     | –                    | 1                     | –                      | 12                     | 8                   | 3                 | –                   |                     | 8                      | 5                | 4                | 6                   | 4     | 8  | 79  |
| Pays                  | Suède                                             | 10                     | 12                               | 12                    | 2                    | 8                    | 6                     | 4                    | 8                     | –                     | 1                    | –                     | 3                      | –                      | –                   | 6                 | 8                   | 4                   |                        | 12               | 1                | –                   | 3     | –  | 100 |
| Pays                  | Danemark                                          | 3                      | 7                                | 7                     | 3                    | 12                   | 10                    | 7                    | 7                     | –                     | 6                    | –                     | –                      | 3                      | 3                   | –                 | 6                   | –                   | 12                     |                  | 6                | –                   | –     | –  | 92  |
| Pays                  | Slovénie                                          | 4                      | 8                                | 5                     | 6                    | –                    | 7                     | 1                    | 3                     | –                     | –                    | 2                     | –                      | 8                      | –                   | 10                | 5                   | 3                   | 7                      | –                |                  | 3                   | 2     | 10 | 84  |
| Pays                  | Israël                                            | –                      | –                                | 10                    | 7                    | –                    | 8                     | –                    | 6                     | –                     | –                    | 4                     | –                      | 5                      | 4                   | 12                | –                   | 8                   | 2                      | –                | 10               |                     | 5     | –  | 81  |
| Pays                  | Malte                                             | –                      | 4                                | 2                     | 12                   | –                    | –                     | –                    | 2                     | 10                    | 10                   | 12                    | 6                      | –                      | –                   | 7                 | –                   | 6                   | 1                      | 4                | –                | –                   |       | –  | 76  |
| Pays                  | Grèce                                             | 6                      | –                                | –                     | –                    | –                    | –                     | –                    | 5                     | 8                     | –                    | 7                     | 5                      | –                      | 2                   | –                 | 3                   | 12                  | –                      | –                | 2                | 8                   | 10    |    | 68  |
| Pays                  | Le tableau suit l'ordre de passage des candidats. |                        |                                  |                       |                      |                      |                       |                      |                       |                       |                      |                       |                        |                        |                     |                   |                     |                     |                        |                  |                  |                     |       |    |     |

## Télédiffuseurs
Pays participants
| Pays               | Télédiffuseur(s)           | Commentateur(s)                   | Porte-parole                  |
| ------------------ | -------------------------- | --------------------------------- | ----------------------------- |
| Allemagne          | Erstes Deutsches Fernsehen | Horst Senker                      | Carmen Nebel                  |
| Allemagne          | Deutschlandfunk            | Peter Urban                       | Carmen Nebel                  |
| Autriche           | ORF 1                      | Ernst Grissemann                  | Tilia Herold                  |
| Autriche           | FM4                        | Stermann & Grissemann             | Tilia Herold                  |
| Belgique           | RTBF1                      | Jean-Pierre Hautier               | Marie-Françoise Renson        |
| Belgique           | RTBF La Première           | Patrick Duhamel & Stéphane Dupont | Marie-Françoise Renson        |
| Belgique           | BRTN TV1                   | André Vermeulen                   | Marie-Françoise Renson        |
| Belgique           | BRTN Radio 2               | Julien Put & Michel Follet        | Marie-Françoise Renson        |
| Bosnie-Herzégovine | TVBiH                      | Ismeta Dervoz-Krvavac             | Diana Grković-Foretić         |
| Chypre             | RIK 1                      | Neophytos Taliotis                | Andreas Iakovidis             |
| Chypre             | CyBC Radio 2               | Pavlos Pavlou                     | Andreas Iakovidis             |
| Croatie            | HRT 2                      | Aleksandar Kostadinov             | Danijela Trbović              |
| Croatie            | HR 2                       | Draginja Balaš                    | Danijela Trbović              |
| Danemark           | DR TV                      | Jørgen de Mylius                  | Bent Henius                   |
| Danemark           | DR P3                      | Ole Jacobsen                      | Bent Henius                   |
| Espagne            | TVE1                       | José Luis Uribarri                | Belén Fernández de Henestrosa |
| France             | France 2                   | Olivier Minne                     | Thierry Beccaro               |
| Grèce              | ET1                        | Dafni Bokota                      | Fotini Giannoulatou           |
| Grèce              | ERA ERT1                   | Giorgos Mitropoulos               | Fotini Giannoulatou           |
| Hongrie            | MTV1                       | István Vágó                       | Katalin Bogyay                |
| Hongrie            | Rádió Kossuth              | ?                                 | Katalin Bogyay                |
| Irlande            | RTÉ1                       | Pat Kenny                         | Eileen Dunne                  |
| Irlande            | RTÉ Radio 1                | Larry Gogan                       | Eileen Dunne                  |
| Islande            | Sjónvarpið                 | Jakob Frímann Magnússon           | Áslaug Dóra Eyjólfsdóttir     |
| Israël             | Télévision Israélienne     | pas de commentateur               | Daniel Pe'er                  |
| Israël             | Reshet Gimel               | Danny Rup                         | Daniel Pe'er                  |
| Malte              | TVM                        | Charles Arrigo                    | Stephanie Farrugia            |
| Norvège            | NRK                        | Annette Groth                     | Sverre Christophersen         |
| Pologne            | TVP 1                      | Artur Orzech                      | Jan Chojnacki                 |
| Pologne            | Polskie Radio Program I    | ?                                 | Jan Chojnacki                 |
| Portugal           | Canal 1                    | Ana do Carmo                      | Serenella Andrade             |
| Royaume-Uni        | BBC1                       | Terry Wogan                       | Colin Berry                   |
| Royaume-Uni        | BBC Radio 2                | Ken Bruce                         | Colin Berry                   |
| Russie             | Channel 1                  | Vadim Dolgachev                   | Marina Danielian              |
| Russie             | La Voix de la Russie       | ?                                 | Marina Danielian              |
| Slovénie           | SLO1                       | Damjana Golavšek                  | Miša Molk                     |
| Suède              | SVT TV2                    | Pernilla Månsson & Kåge Gimtell   | Björn Hedman                  |
| Turquie            | TRT TV1                    | Bülend Özveren                    | Ömer Önder                    |
| Turquie            | TRT Radyo 3                | Canan Kumbasar                    | Ömer Önder                    |

Pays relégués
| Pays     | Télédiffuseur(s)  | Commentateur(s)                     |
| -------- | ----------------- | ----------------------------------- |
| Estonie  | Eesti Televisioon | Jüri Pihel                          |
| Finlande | YLE TV1           | Erkki Pohjanheimo & Olli Ahvenlahti |
| Finlande | YLE Radio Suomi   | Aki Sirkesalo & Kati Bergman        |
| Pays-Bas | Nederland 3       | Paul de Leeuw                       |
| Suisse   | TSR               | Jean-Marc Richard                   |
| Suisse   | SF DRS            | Margot Heinz                        |
| Suisse   | TSI               | Joanne Holder                       |